# Führer-Begleit-Brigade
De Führer-Begleit-Brigade was een Duitse eenheid ter grootte van een brigade van de Wehrmacht in de Tweede Wereldoorlog. Voortkomend uit het Führer-Begleit-Regiment, werd de brigade ingezet in de Slag om de Ardennen. 

## Krijgsgeschiedenis

### Kampfgruppe Führer-Begleit-Brigade
De eenheid werd eerst opgericht als Kampfgruppe Führer-Begleit-Brigade in juni 1944 in Oost-Pruisen uit het Führer-Begleit-Regiment. Vanaf augustus 1944 lag de Kampfgruppe bij Rastenburg en werd vervolgens op Oefenterrein Arys aangevuld en werd dan vanaf november 1944 aangeduid als Führer-Begleit-Brigade. 

### Führer-Begleit-Brigade
Van 26 november tot 20 december 1944 volgde dan een transport van de brigade naar Cottbus/Guben en later naar de Eifel. Tijdens het Ardennenoffensief was de brigade reserve van het 5e Pantserleger van 22 tot 29 december 1944. Op 30 december kwam de brigade in actie bij Bastenaken in een laatste Duitse poging om de Amerikaanse corridor naar deze stad te doorbreken, opnieuw in te sluiten en daarna in te nemen. Deze aanval onder Armeegruppe von Lüttwitz was eigenlijk na een dag al voorbij. Daarna bleef de brigade bij deze stad in defensieve gevechten. In het nieuwe jaar volgde dan een terugtocht naar de Eifel tot medio januari 1945. Vervolgens werd de brigade opgefrist rond Arzfeld. Daarna volgde transport terug naar Cottbus.

### Einde
In Cottbus werd de brigade op 26 januari 1945 omgedoopt/omgevormd in Führer-Begleit-Divisie.  

## Samenstelling
- Twee pantsergrenadierbataljons (I. en II.)
- Sturmgeschütz-Brigade 200 (Feld) (toegevoegd, niet organiek)
- Aufklärungskompagnie.
- Artillerie Abteilung Führer-Begleit-Brigade (3 batterijen)
- Feldersatz-Bataillon
- Radfahrer-Bataillon 928 (toegevoegd, niet organiek)

## Commandanten

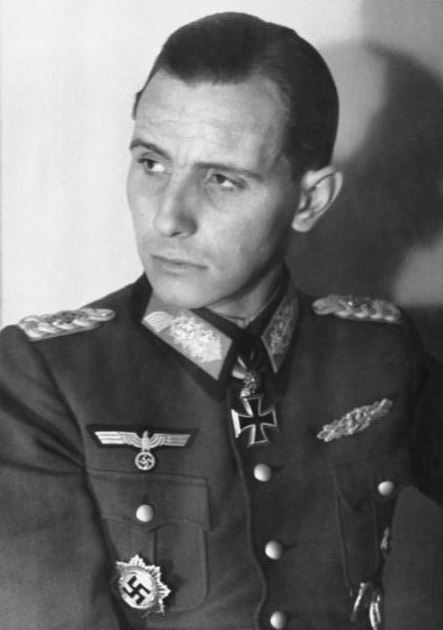
Otto Remer in 1945

| Rang   | Naam             | Begin         | Eind            |
| ------ | ---------------- | ------------- | --------------- |
| Oberst | Otto Ernst Remer | november 1944 | 26 januari 1945 |